# 洪瑩
洪瑩（1780年—1840年），字賓華，號鈐庵。安徽歙縣洪源（今黄山市徽州区岩寺镇洪坑村）人。

## 生平
洪莹原籍安徽歙县洪村，父亲洪恒裕在扬州经营盐业，居住扬州状元巷。讀書於揚州梅花書院，師從孫星衍，清嘉庆七年（1802年）曾校正唐林宝初《元和姓纂》，嘉慶九年（1804年）中舉，嘉慶十四年（1809年）帝五十大壽特設恩科，中狀元。御史贵阳人花杰上书，认为戴衢亨祖籍徽州，阅卷不公，由嘉庆帝亲试，击破谣言。授翰林院編修，掌修國史。十八年，出任顺天乡试考官，曾遭人弹劾。洪莹淡泊名利，居家潜心学术，五经皆有撰述。